# Arbacia lixula
Arbacia lixula, conhecido pelo nome comum de ouriço de pontas brancas, é um  ouriço-do-mar do gênero Arbacia, da ordem Arbacioida, da classe Echinoidea. Encontrada na região do Mar Mediterrâneo, onde ele tende a suplantar seu rival Paracentrotus lividus. As vezes ele é erroneamente chamado de “Moleque macho”.